# A Cross the Universe
A Cross the Universe er det første livealbum udgivet af det franske band Justice. Albummet udkom i 2008.
Liveshowet blev optaget til en koncert i San Francisco, Californien den 27. marts, 2008. Livealbummet fulgte med en DVD af en film med samme titel. Filmen er et indblik i Justice turné i Amerika.
Filmen er blevet instrueret af Roman Gavras, So-Me og Justice.
Titlen er et ordspil på The Beatles sangen "Across the Universe".[kilde mangler]